# Harskamp
Harskamp – wieś w gminie Ede w prowincji Geldria w Holandii.

## Historia
Pierwsza wzmianka o nim pojawiła się w 1333 roku jako Hoerscampe, co oznacza „obóz dla koni”. W 1840 r. zamieszkiwało tu 268 osób. W 1896 roku we wsi wybudowano strzelnicę, która zamieniła się w bazę wojskową Harskamp. Kościół Rehoboth został zbudowany w 1928 roku.